# Ebrima Camara
Ebrima Camara (Bundung, 18 settembre 1996) è un velocista gambiano.

## Palmarès
| Anno | Manifestazione                    | Sede         | Evento      | Risultato  | Prestazione | Note                                     |
| ---- | --------------------------------- | ------------ | ----------- | ---------- | ----------- | ---------------------------------------- |
| 2013 | Campionati africani allievi       | Warri        | 100 m piani | 4º         | 10"91       |                                          |
| 2013 | Campionati africani juniores      | Réduit       | 100 m piani | Argento    | 3'14"80     |                                          |
| 2015 | Campionati africani allievi       | Addis Abeba  | 100 m piani | 9º         | 10"91       |                                          |
| 2015 | Campionati africani allievi       | Addis Abeba  | 4×100 m     | 6º         | 42"00       |                                          |
| 2015 | Giochi panafricani                | Brazzaville  | 100 m piani | Batteria   | 10"60       | Miglior prestazione personale stagionale |
| 2015 | Giochi panafricani                | Brazzaville  | 4×100 m     | Batteria   | 40"09       |                                          |
| 2017 | Giochi della solidarietà islamica | Baku         | 100 m piani | Semifinale | 10"66       |                                          |
| 2017 | Giochi della solidarietà islamica | Baku         | 4×100 m     | 4º         | 40"20       |                                          |
| 2018 | Giochi del Commonwealth           | Gold Coast   | 100 m piani | Batteria   | 10"50       |                                          |
| 2018 | Giochi del Commonwealth           | Gold Coast   | 200 m piani | Batteria   | 21"58       |                                          |
| 2018 | Giochi del Commonwealth           | Gold Coast   | 4×100 m     | Batteria   | 40"57       |                                          |
| 2018 | Campionati africani               | Asaba        | 100 m piani | Semifinale | 10"59       |                                          |
| 2018 | Campionati africani               | Asaba        | 4×100 m     | 6º         | 39"88       |                                          |
| 2019 | Giochi panafricani                | Rabat        | 100 m piani | 7º         | 10"33       |                                          |
| 2019 | Giochi panafricani                | Rabat        | 200 m piani | Semifinale | 20"82       |                                          |
| 2019 | Giochi panafricani                | Rabat        | 4×100 m     | 4º         | 39"44       |                                          |
| 2019 | Mondiali                          | Doha         | 100 m piani | Batteria   | 10"38       |                                          |
| 2021 | Giochi olimpici                   | Tokyo        | 100 m piani | Batteria   | 10"33       |                                          |
| 2022 | Campionati africani               | Saint-Pierre | 100 m piani | Semifinale | 10"38       |                                          |
| 2022 | Campionati africani               | Saint-Pierre | 200 m piani | Batteria   | 21"04       |                                          |
| 2022 | Mondiali                          | Eugene       | 100 m piani | Batteria   | 10"48       |                                          |
| 2022 | Giochi del Commonwealth           | Birmingham   | 4x100 m     | 6º         | 40"18       |                                          |
| 2023 | Mondiali                          | Budapest     | 100 m piani | Batteria   | 10"20       |                                          |
| 2024 | Giochi panafricani                | Accra        | 100 m piani | 8º         | 10"56       |                                          |
| 2024 | Giochi panafricani                | Accra        | 4x100 m     | 5º         | 39"24       | Record nazionale                         |
| 2024 | Campionati africani               | Douala       | 100 m piani | Semifinale | 10"34       |                                          |
| 2024 | Campionati africani               | Douala       | 4x100 m     | Batteria   | 39"79       |                                          |
| 2024 | Giochi olimpici                   | Parigi       | 100 m piani | Batteria   | 10"21       |                                          |